# Otto Sens
Wilhelm Otto Sens, född 14 april 1898 i Dessau, död 7 april 1970 i Hannover, var en tysk SS-Standartenführer och Gestapo-chef.

## Biografi
Otto Sens tillhörde under första världskriget kejserliga marinen. Efter kriget gick han med i en frikår och deltog i strider i Oberschlesien och i Ruhrområdet. År 1930 blev han medlem i Nationalsocialistiska tyska arbetarepartiet (NSDAP) och året därpå i Schutzstaffel (SS).

### Andra världskriget
Den 1 september 1939 anföll Tyskland sin östra granne Polen och andra världskriget inleddes. I kölvattnet på de framryckande tyska trupperna följde särskilda insatsgrupper, Einsatzgruppen, vilka inom ramen för Operation Tannenberg hade i uppgift att eliminera personer som kunde tänkas leda det polska motståndet, till exempel politiska aktivister, intelligentia och reservister. Adolf Hitler hade för avsikt att utplåna Polens härskarklass för att därmed ”hugga huvudet av den polska nationen”. Därtill inledde insatsgrupperna massmordet på polska judar. Sens utsågs i september 1939 till chef för Einsatzkommando 1 inom Einsatzgruppe II. Sens insatskommando följde efter 10:e armén under befäl av general Walter von Reichenau. I september och oktober 1939 opererade insatskommandot i bland annat Opole, Radomsko och Końskie.
Under år 1941 var Sens för en kort tid chef för Gestapo i Kattowitz och innehade därefter samma befattning i Koblenz.